# Люк (село, Балезінський район)
Люк (рос. Люк) — село в Балезінському районі Удмуртії, Росія.

## Населення
Населення — 480 осіб (2010; 544 в 2002).
Національний склад станом на 2002 рік:
- удмурти — 88 %